# 미야코섬 조난 사건

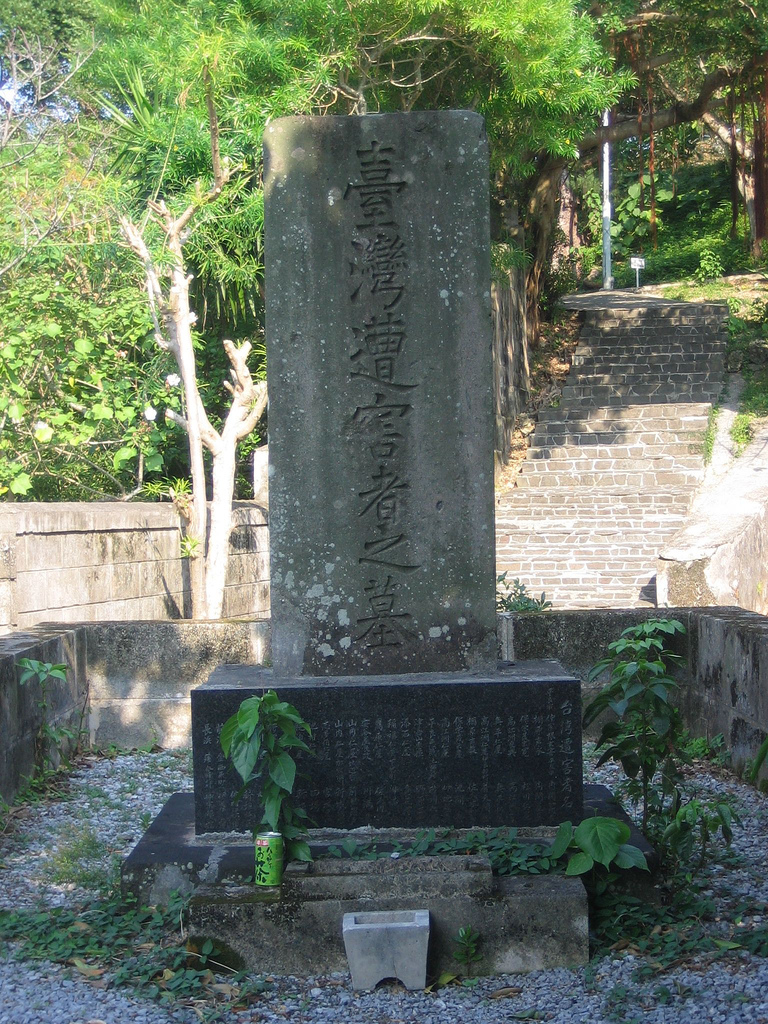

미야코섬 조난 사건(宮古島島民遭難事件)은 청일수호조약이 맺어진 1871년, 류큐 왕국의 슈리 왕부에 조공을 납부하고 귀도에 올랐던 미야코섬을 비롯한 류큐 열도 남부의 배 4척 가운데 미야코 선박 1척이 대만 근해에서 조난을 당해 표류하다가 대만 원주민들에게 살해를 당한 사건이다. 대만 동남 지역 해안에 표류한 69명 중 3명이 익사하고(1명은 고령 탈락설이 있음), 대만 산을 방황했던 생존자 중 54명이 대만 원주민에 의해 살해를 당했다. 현재의 일본사 교과서는 ‘류큐 표류민 살해 사건’이라고 묘사되어있다. 일본에서는 오랫동안 ‘류큐 어민 살해 사건’이라고 기술되어 왔지만, ‘미야코섬 주민 대만 조난 사건’, ‘대만 사건’ 등으로 불리며 통일된 호칭은 없었다. 대만에서는 조난 선박이 도착한 장소와 연관되어 ‘팔요만 사건’ 또는 ‘타이완 출병’과 일련의 것으로 파악하고 ‘모란사 사건’이라 칭한다.
일본 정부는 사건에 대해 청나라에 엄중 항의를 했지만, 원주민은 ‘화를 벗어난 백성’(化外之民, 국가 통치를 벗어난 자)이라는 종주권을 부인하는 대답을 했고, 이에 따라 일본 정부는 1874년, 타이완 출병을 했다.

## 배경
1609년 3월 사쓰마는 군선 100여 척, 병사 3000여 명을 투입해 불과 일주일 만에 류큐 전역을 손에 넣었다. 쇼네이 왕은 사쓰마에 억류되어 2년 뒤에 귀국을 할 수 있었고, ‘류큐 지배에 관한 법’ 15조가 공포되었다. 내용은 중국 무역 규제, 본토 입국 금지, 타국과의 교역 금지 등이었다. 이렇게 류큐 왕국은 사쓰마를 통해 바쿠 체제에 편입되었지만, 일본 본토의 풍속 습관을 금지당하고, 형식상으로만 독립 왕국의 체재를 유지하여 중국과 책봉 관계가 지속되었다.
이 이중 체제의 상징은 슈리였다. 왕이 집무하는 청사의 오른쪽은 일본식으로, 왼쪽은 중국식으로 만들어졌고, 사쓰마 관리가 왔을 때는 모두 일본식으로 거행했으며, 중국의 책봉사가 방문했을 때 중국풍의 대응으로 통일했다.이것이 당사자에게 받아들여진 이유는 사쓰마가 류큐-중국 간의 무역을 통해 이익을 얻으려 하고 있었던 것을 중국 측이 체면을 중시하여 묵인하고 있었던 것에 있었다.

## 참고 자료
- 류큐 번민의 조난 사건 경로와 대만 출병 작전도는 가네시로 마사아쓰 『오키나와 현의 백년』 2005년 43쪽에 여러 문헌에서 중복 인용
- 真境名安興 『沖縄現代史』 琉球新報社, 1967년
- 金城正篤 『沖縄県の百年』 山川出版社, 2005년
- 徳富猪一郎 『近世日本国民史 제90권 대만役始末編』 時事通信社, 1961년
- 西郷従宏 『元帥西郷従道伝｜publisher=芙蓉書房』, 1997년 ISBN 4-8295-0183-9。
- 平尾道雄 『子爵谷干城傳』 象山社, 1981년
- 平尾道夫 『子爵谷干城傳』 冨山房, 1935년
- 毛利俊彦 『대만出兵 小学館編 日本大百科全書』 小学館, 2004년 ISBN 4-09-906745-9。
- 平良市史編纂委員会 『平良市史 제1권 先史近代編』 平良市役所, 1979년
- 宮国文雄 『宮古島民대만遭難事件』 那覇出版社, 1989년 ISBN 4-89095-097-4。
- 仲宗根将二 『宮古風土記』 ひるぎ社, 1982년
- Chou Wan-yao 『図説　대만の歴史』 平凡社, 2007년 ISBN 978-4-582-41106-5。
- Chou Wan-yao 『増補版 　図説　대만の歴史』, 2013년 ISBN 978-4-582-41109-6。
- 大浜郁子「「加害の元凶は牡丹社蕃に非ず」-「牡丹社事件」からみる沖縄と대만」（京都大学文学部編『二十世紀研究』제7호, 2006-12）
- 大浜郁子「「牡丹社事件」再考-なぜパイワン族は琉球島民を殺害したのか」（대만원주민族연구회編『대만원주민研究』제11호, 2007-3）
- 大浜郁子「日本統治期對「牡丹社事件」的認識-以《대만緫督府公文類纂》爲中心」（國史館대만文獻館編『제6屆대만緫督府档案學術研討會論文集』2011-3, 대만）
- 大浜郁子「대만出兵」をめぐる日本の情報戦略」（國立高雄大學東亞語文學系編『제一屆東亞語文社會國際學術研討會論文集』2012-6, 대만）
- 大浜郁子「琉球漂流民殺害事件」（山川出版社編『歴史と地理 일본사연구』제662호, 2013-3）

大浜郁子「田代安定にみる恒春と八重山-「牡丹社事件」と熱帯植物殖育場設置の関連を中心に」（國立政治大學民族學系編『民族學界』제31期, 2013-5, 대만）

## 같이 보기
- 타이완 출병
- 오키나와의 역사